# John Cummings (político)
John Scott Cummings (6 de julio de 1943 - 4 de enero de 2017) fue un político del Partido Laborista Británico, que fue miembro del Parlamento (MP) por Easington desde 1987 hasta 2010.

## Primeros años
Cummings nació en Newcastle, en Tyne, una mina de carbón de quinta generación. Fue educado en las escuelas de Murton Council Infant y Junior en Watt Street y en la escuela secundaria. Asistió tanto al Easington Technical College como al Durham Technical College hasta 1962. Comenzó su carrera en la Junta Nacional del Carbón como minero en 1958, trabajando como electricista de pozos desde 1967 hasta su elección a la Cámara de los Comunes veinte años después. Fue elegido consejero del Easington District Council en 1970, fue su presidente en 1975-1976, y su líder desde 1979 hasta que renunció en 1987. Activo en los piquetes durante la huelga de mineros de 1984-85, en la que Easington fue el escenario de varios enfrentamientos con la policía, Cummings afirmó más tarde que su Jack Russell Terrier Grit había sido entrenado para "cortar los tobillos de los policías".
Fue miembro de la Northumbrian Water Authority y de la Peterlee and Newton Aycliffe Development Corporation. Sindicalista del Sindicato Nacional de Mineros, fue fideicomisario del sindicato entre 1986 y 2000.

## Carrera parlamentaria
Cummings fue elegido por primera vez a la Cámara de los Comunes en las elecciones generales de 1987 como diputado laborista por Easington tras la jubilación de Jack Dormand. Su mayoría eran 24.639. Al entrar en el Commons al mismo tiempo que otro antiguo minero del noreste, Ronnie Campbell, los dos hombres fueron descritos por el periodista Andrew Roth como "diamantes en bruto, listos para brillar".
En el parlamento, se convirtió en miembro del Comité de Medio Ambiente desde 1990 hasta que Tony Blair lo ascendió a la categoría de látigo de la oposición en 1995. Sin embargo, fue despedido después de las elecciones generales de 1997 y no sirvió en el gobierno. De nuevo se unió al comité de medio ambiente (en sus diversas formas de Medio Ambiente, Transporte y las Regiones y Transporte, Gobierno Local y las Regiones). Fue miembro del Panel de Presidentes del Presidente de la Cámara de Representantes desde el año 2000 y formó parte del comité selecto de la Oficina del Viceprimer Ministro desde el año 2002.
El 9 de octubre de 2006, Cummings anunció su intención de renunciar en las próximas próximas elecciones generales. En septiembre de 2007, el Constituency Labour Party (CLP) seleccionó al concejal local y secretario del CLP Grahame Morris como su candidato para las elecciones de 2010.

## Vida personal
Soltero y católico, murió de cáncer de pulmón en enero de 2017 en Durham a la edad de 73 años.